# Азауаг, Мимун
Миму́н Азауа́г (нем. Mimoun Azaouagh, араб. ميمون أزواغ‎; род. 17 ноября 1982, Бени-Сидель, Восточная область) — немецкий футболист марокканского происхождения, полузащитник.

## Клубная карьера
Азауаг начинал карьеру во Франкфурте. Там он успел поиграть за молодёжные клубы «Франкфурта» и «Айнтрахта». В 1999 году Азауаг перешёл в «Майнц 05», за который дебютировал в августе 2001 года в матче Кубка Германии с мёнхенгладбахской «Боруссией». С сентября 2002 года Мимун стал регулярным игроком основной команды, которой помог выйти в Бундеслигу по итогам сезона 2003/04. Пропустив первые три матча сезона 2004/05, Азауаг дебютировал в Бундеслиге 11 сентября 2004 года, а 18 сентября забил мяч в лиге в ворота «Арминии» (1:1).
В январе 2004 года Азауаг перешёл в «Шальке 04», но из-за травмы колена пропустил больше года. Мимун вернулся на поле 14 января 2005 года в товарищеском матче против «Падерборна», а 4 марта дебютировал за «Шальке 04» в Бундеслиге. 16 марта 2006 года он дебютировал в еврокубках, отыграв весь ответный матч 1/8 финала Кубка УЕФА с «Палермо» (3:0) и забив третий мяч.
Летом 2006 года Азауаг отправился за игровой практикой в аренду в «Майнц», где забил два мяча в 26 матчах сезона 2006/07. Вернувшись в «Шальке», Мимун дебютировал в Лиге чемпионов в выездном матче группового этапа с «Челси» (0:2), но не смог закрепиться в команде. В январе 2008 года Азауаг отправился в аренду в «Бохум» на вторую половину сезона. После того, как он забил три мяча и отдал шесть голевых передач в 14 матчах, летом 2008 года «Бохум» выкупил Азауага у «Шальке».
Отработав весь четырёхлетний контракт с «Бохумом», в 2012 году он перешёл в «Кайзерслаутерн». Покинув клуб в 2014 году, Азауаг полтора года оставался свободным агентом, пока в декабре 2015 года не подписал контракт с клубом «Гессен Драйайх» до конца сезона в Гессенлиге.

## Карьера в сборной
Азауаг сыграл 10 игр за молодёжную сборную Германии, но 2 октября 2009 года он принял решение играть за сборную Марокко.